# Blasièrt
Blasièrt (en francès Blaziert) és un municipi francès situat al departament del Gers i a la regió d'Occitània.

## Geografia

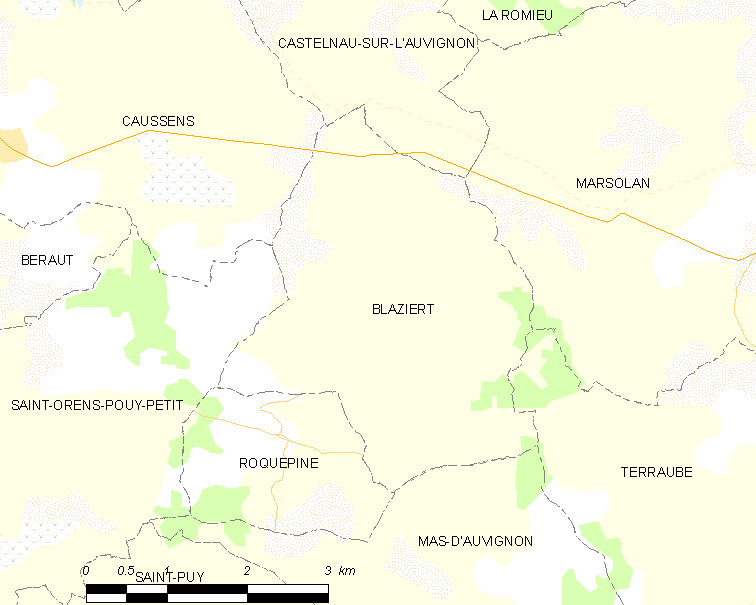
Mapa de la comuna de Blasièrt

## Administració
| Període | Identitat             | Partit                    |
| ------- | --------------------- | ------------------------- |
| 2001-   | Jean-Claude Peyrecave | Divers gauche, després PS |

## Demografia
| 1962                                       | 1968 | 1975 | 1982 | 1990 | 1999 | 2006 |
| ------------------------------------------ | ---- | ---- | ---- | ---- | ---- | ---- |
| 245                                        | 200  | 147  | 138  | 121  | 124  | 137  |
| Des de 1962: població sense dobles comptes |      |      |      |      |      |      |